# Éthernopiens dans l'espace
Éthernopiens dans l'espace (Starvin' Marvin in Space en version originale) est le treizième épisode de la troisième saison de la série animée South Park, ainsi que le 44e épisode de l'émission.

## Synopsis
Pascal la Dalle trouve un vaisseau Marklor abandonné. Il va ainsi chercher où reloger son village pour qu'ils échappent aux missionnaires chrétiens. Avec l'aide de Stan, Kyle, Cartman et Kenny il va tenter de rejoindre la planète Marklor pour y vivre, mais le gouvernement aidé par la CIA compte bien les en empêcher.

## Mort de Kenny
Les agents de la CIA le capture et l'offre à Sally Struthers. À l'instar de Han Solo, Kenny fini dans la carbonite. On ne sait pas s'il y survit.